# Austrochaperina yelaensis
Austrochaperina yelaensis es una especie de anfibios de la familia Microhylidae.

## Distribución geográfica
Es endémica de las islas Rossel y Vanatinai, del archipiélago de las Luisiadas (Papúa Nueva Guinea).